# Sidik Mia
Mohammed Sidik Mia (Chikwawa, 4 de marzo de 1965 - Lilongüe, 12 de enero de 2021) fue un político y empresario malauí, que se desempeñó en diversos cargos en el Gobierno de ese país; entre ellos el de Ministro de Defensa y Ministro de Obras Públicas.  
Fue vicepresidente del Partido del Congreso de Malaui (MCP) hasta su muerte, acontecida el 12 de enero de 2021 a causa de la enfermedad del COVID-19. En las elecciones generales de Malaui de 2019, fue candidato vicepresidencial de Lazarus Chakwera.  

## Primeros años
Sidik Mia nació en Chikwawa en 1965. Su padre, Abdul Wahab Sidik Mia, nació en Nsanje, y se convirtió en magnate de los negocios y filántropo, e influyó fuertemente en la política de Nyasalandia y más tarde en Malaui (En un principio en el sur del país, para después expandir su influencia a todo el país). Obtuvo un diplomado en Administración de Empresas.
Tras finalizar su educación, estableció una serie de empresas en Malaui y construyó una red de importantes y acaudaladas amistades y socios, a quienes más tarde convencería de ser importantes donantes del Partido Demócrata Progresista.   
Musulmán devoto, Sidik Mia también fue conocido por ser un importante filántropo de Malaui.

## Vida política
En mayo de 2004, Sidik Mia fue elegido miembro del Parlamento por la circunscripción electoral de Chikwawa-Nkomdebzi, y en junio del mismo año fue nombrado como viceministro de Agricultura, Riego y Seguridad Alimentaria. En 2005 fue nombrado como Viceministro de Minas, Recursos Naturales y Medio Ambiente, para después ser trasladado al puesto de Viceministro de Transporte y Obras Públicas. Finalmente, en septiembre de 2005 fue nombrado como Ministro de Irrigación y Desarrollo Acuífero, cargo que ocupó hasta marzo de 2009. En las elecciones de mayo de 2009, Mia fue reelegido al Parlamento en la lista del Partido Demócrata Progresista. En el gabinete que fue designado en junio de 2009, fue elegido como Ministro de Defensa. Tras la reorganización del gabinete, en agosto de 2010, se convirtió en Ministro de Transporte e Infraestructura Pública.
Tras la muerte de Bingu wa Mutharika, y la sucesión de Joyce Banda en la presidencia, Sidik Mia, junto con otros 18 colegas del Partido Demócrata Progresista a anunciaron que apoyarían la asunción de Banda como Presidenta de la República. Esto siguió a crisis constitucional en la que el Consejo Nacional de Gobierno del Partido Demócrata Progresista, del cual Mia era miembro titular, había resuelto alegar ante la Corte Suprema de Justicia que Banda no era elegible para suceder a Mutharika como presidente. Esto derivó, en que, cuando Banda formó el Partido Popular, Mia dejará el PDP y se uniera a este. 
En enero de 2014, Sidik Mia dimitió del Partido Popular y de su puesto en el gabinete como Ministro de Transporte. Se unió al Partido del Congreso de Malaui y se convirtió en candidato a Vicepresidente de su líder, Lazarus Chakwera, en las elecciones presidenciales de 2019. Después de esta campaña, fue objeto de un atentado con bombas incendiaria, presuntamente por parte de oficiales progubernamentales.
Cuando Chakwera fue elegido presidente en 2020, Sidik Mia fue vuelto a elegir como Ministro de Transporte. Murió en Lilongüe en enero de 2021. Tras su muerte, junto con la del Ministro de Gobierno Local, Lingson Berekanyama, el gobierno declaró el estado de emergencia.